# 宮崎県の灯台一覧
宮崎県の灯台一覧（みやざきけんのとうだいいちらん）は、宮崎県にある灯台及び、照射灯、灯標などの光波標識をまとめた一覧である。

## 灯台
- イクイ碆灯台 宮崎県日向市（鍋埼灯台の南方約1.8キロメートル）
- 鞍埼灯台 宮崎県南那珂郡南郷町（大島南端）
- 鵜戸埼灯台 宮崎県日南市（鵜戸埼）
- 巾着島灯台 宮崎県宮崎市（巾着島）
- 戸崎鼻灯台 宮崎県宮崎市（戸崎鼻）
- 五丈礁灯台 島野浦島灯台（宮崎県延岡市）の西南西方約1.5キロメートル
- 細島灯台 宮崎県日向市（細島半島日向岬）
- 都井岬灯台 宮崎県串間市（都井岬）
- 島野浦島灯台 宮崎県延岡市（島野浦島）
- 東海灯台 宮崎県延岡港（延岡新港南防波堤北灯台の北方約7.4キロメートル）
- 鍋埼灯台 宮崎県東臼杵郡門川町（鍋埼）
- 日向青島灯台 宮崎県宮崎市（青島東端）
- 日向枇榔島灯台 宮崎県東臼杵郡門川町（枇榔島）
- 博奕礁灯台 宮崎県延岡市（島野浦島灯台の北北西方約1.5キロメートル）
- 美々津港灯台 宮崎県日向市（七ッ碆）
- 富田灯台 宮崎県児湯郡新富町（富田）
- 裸碆灯台 宮崎県日南市（尾伏鼻の南東方約700メートル）
- 鬢垂島灯台 宮崎県串間市（鬢垂島）

## 防波堤灯台
- 延岡新港南防波堤灯台 宮崎県延岡市（延岡新港南防波堤北端）
- 延岡新港南防波堤北灯台 宮崎県延岡市（延岡新港南防波堤北端）
- 延岡新港北防波堤南灯台 宮崎県延岡市（延岡新港北防波堤南端）
- 外浦港防波堤灯台 宮崎県外浦港（防波堤外端）
- 宮崎港内防波堤灯台 宮崎県宮崎港（内防波堤外端）
- 宮崎港南防波堤仮設灯台 宮崎県宮崎港（南防波堤外端）
- 宮崎港防波堤仮設灯台 宮崎県宮崎港（南防波堤外端）
- 宮崎港北防波堤仮設灯台 宮崎県宮崎港（北防波堤外端）
- 宮崎港北防波堤灯台 宮崎県宮崎港（北防波堤外端）
- 古江港阿蘇防波堤灯台 宮崎県東臼杵郡北浦町（古江港阿蘇防波堤外端）
- 古江港防波堤灯台 宮崎県古江港（古江防波堤外端）
- 細島港船だまり防波堤灯台 宮崎県細島港（船だまり防波堤外端）
- 細島港余島防波堤灯台 宮崎県細島港（余島防波堤外端）
- 青島港東防波堤灯台 宮崎県宮崎市（青島港東防波堤外端）
- 川南港東防波堤灯台 宮崎県児湯郡川南町（川南港東防波堤外端）
- 川南港南防波堤灯台 宮崎県児湯郡川南町（川南港南防波堤外端）
- 泉大津沖埋立処分場防波堤灯台 宮崎県宮崎港（南防波堤外端）
- 早町港東防波堤灯台 宮崎県東臼杵郡門川町（門川港浅海防波堤西端）
- 大堂津港沖防波堤灯台 宮崎県日南市（大堂津港沖防波堤西端）
- 大堂津港沖防波堤南灯台 宮崎県日南市（大堂津港沖防波堤南端）
- 大堂津港西防砂堤灯台 宮崎県日南市（大堂津港西防砂堤外端）
- 廷岡新港北防波堤南灯台 宮崎県延岡市（廷岡新港北防波堤南端）
- 都農港南防波堤灯台 宮崎県児湯郡都農町（都農港南防波堤外端）
- 土々呂港防波堤灯台 宮崎県土々呂港（防波堤外端）
- 島野浦港南防波堤灯台 宮崎県延岡市（島野浦港南防波堤外端）
- 島野浦港墓ケ谷外防波堤灯台 宮崎県延岡市（島野浦港墓ケ谷外防波堤外端）
- 島野浦港北外防波堤灯台 宮崎県延岡市（島野浦港北外防波堤外端）
- 島野浦港北防波堤灯台 宮崎県延岡市（島野浦港北防波堤外端）
- 内海港沖防波堤灯台 宮崎県内海港（沖防波堤外端）
- 内海港防波堤灯台 宮崎県内海港（防波堤外端）
- 南浦港安井南防波堤灯台 宮崎県延岡市（南浦港安井南防波堤外端）
- 南浦港浦城防波堤灯台 宮崎県延岡市（南浦港浦城防波堤外端）
- 日向宮之浦港沖防波堤北灯台 宮崎県串間市（宮之浦港沖防波堤北端）
- 日向宮之浦港東防波堤灯台 宮崎県串間市（宮之浦港東防波堤外端）
- 日向福島港防波堤灯台 宮崎県福島港（防波堤外端）
- 日向福島港北防波堤西灯台 宮崎県福島港（北防波堤西端）
- 日向福島港北防波堤灯台 宮崎県福島港（北防波堤外端）
- 日向野島港防波堤灯台 宮崎県宮崎市（野島港防波堤外端）
- 北浦港宮野浦東防波堤灯台 宮崎県北浦港（宮野浦東防波堤外端）
- 北浦港宮野浦防波堤灯台 宮崎県北浦港（宮野浦防波堤外端）
- 目井津港沖防波堤灯台 宮崎県南那珂郡南郷町（目井津港沖防波堤上）
- 目井津港南沖防波堤灯台 宮崎県南那珂郡南郷町（目井津港南沖防波堤北東端）
- 目井津港南防波堤灯台 宮崎県南那珂郡南郷町（目井津港南防波堤外端）
- 目井津港北沖防波堤灯台 宮崎県南那珂郡南郷町（目井津港北沖防波堤外端）
- 門川港庵川防波堤灯台 宮崎県東臼杵郡門川町（門川港庵川防波堤外側）
- 門川港乙島南防波堤灯台 宮崎県東臼杵郡門川町（門川港乙島南防波堤外端）
- 門川港浅海防波堤西灯台 宮崎県東臼杵郡門川町（門川港浅海防波堤西端）
- 門川港浅海防波堤灯台 宮崎県東臼杵郡門川町（浅海防波堤西端）
- 門川港南防波堤灯台 宮崎県東臼杵郡門川町（門川港南防波堤外端）
- 油津港西内防波堤灯台 宮崎県油津港（西内防波堤外端）
- 油津港西防波堤灯台 宮崎県油津港（西防波堤外端）
- 油津港東外防波堤仮設灯台 宮崎県油津港（東外防波堤外端）
- 油津港東防波堤灯台 宮崎県油津港（東防波堤外端）
- 油津港内防波堤灯台 宮崎県油津港（内防波堤外端）
- 油津港内防波堤灯柱 宮崎県油津港（内防波堤外端）

## 照射灯
- 鞍埼水島照射灯 宮崎県南那珂郡南郷町（大島鞍埼）
- 延岡港南西照射灯 宮崎県延岡市（東海灯台の東方約1.0キロメートル）
- 都井岬ハラジロ瀬照射灯 宮崎県串間市（都井岬灯台の西南西方約1.0キロメートル）
- 美々津港南西方照射灯 宮崎県日向市（美々津港灯台の北方約1.7キロメートル）

## 灯標
- 四港建宮崎港南東方海上観測灯標 戸崎鼻灯台（宮崎県宮崎市）の東北東方約9.8キロメートル
- 日向野瀬灯標 鞍埼灯台（宮崎県南那珂郡南郷町）の西南西方約1.9キロメートル
- 馬毛碆灯標 島野浦島灯台（宮崎県延岡市）の南南西方約9.0キロメートル

## 灯浮標
- 細島工業港第1号灯浮標 宮崎県細島港内（倉戸鼻の東方約1.3キロメートル）
- 細島工業港第3号灯浮標 宮崎県細島港内（倉戸鼻の東南東方約1.0キロメートル）
- 細島工業港第4号灯浮標 宮崎県細島港内（倉戸鼻の東南東方約680メートル）
- 細島工業港第6号灯浮標 宮崎県細島港内（倉戸鼻の南東方約880メートル）
- 細島港口灯浮標 宮崎県細島港内（細島灯台の北北西方約550メートル）
- 細島港番所鼻灯浮標 宮崎県細島港内（番所鼻の北方約80メートル）
- 石巻漁港第3号灯浮標 宮崎県石巻港（石巻漁港西防波堤灯台の南東方約650メートル）

## 導灯
- 油津港東口導灯（前灯） 宮崎県日南市（飯埼）
- 油津港東口導灯（後灯） 宮崎県日南市（前灯の西方約420メートル）
- 内海港導灯（前灯） 宮崎県宮崎市（内海）
- 内海港導灯（後灯） 宮崎県宮崎市（前灯の北西方約170メートル）
- 土々呂港導灯（前灯） 宮崎県延岡市（土々呂港灯台の南南東方約500メートル）
- 土々呂港導灯（後灯） 宮崎県延岡市（土々呂港導灯（前灯）の南南西方約63メートル）

## 施設灯
- 宮崎港東沖浮魚礁施設灯 戸崎鼻灯台（宮崎県宮崎市）の東方約31キロメートル
- 細島港東沖浮魚礁施設灯 細島灯台（宮崎県日向市）の東方約37キロメートル
- 川南港東沖浮漁礁施設灯 川南港東防波堤灯台（宮崎県児湯郡川南町）の東方約37キロメートル
- 川南港東沖浮魚礁施設灯 川南港南防波堤灯台（宮崎県児湯郡川南町）の東方約37キロメートル
- 都井岬南東沖浮魚礁施設灯 都井岬灯台（宮崎県串間市）の南東方約42キロメートル
- 美々津港東沖えひめ1号浮魚礁施設灯 美々津港灯台（宮崎県日向市）の東方約67キロメートル
- 油津港東沖浮魚礁施設灯 鞍埼灯台（宮崎県南那珂郡南郷町（大島南端））の東北東方約31キロメートル

## ディファレンシャルGPS局
- 都井岬ディファレンシャルGPS局 宮崎県串間市（都井岬無線方位信号所）